# Quercus tomentella
Espèce
Classification phylogénétique
Statut de conservation UICN

 EN  : En danger
Le chêne insulaire (Quercus tomentella), aussi appelé chêne vert insulaire, est un chêne de la section Protobalanus. Le chêne insulaire est endémique des six îles au large des côtes de la Californie, les îles Santa Rosa,
Santa Cruz, Anacapa, San Clemente, Santa Catalina, San Clemente, et Guadalupe. Les cinq premières font partie des Channel Islands de Californie; L'île Guadalupe est située à l'Ouest du Mexique (Basse-Californie).
Les chênes insulaires mesurent généralement moins de 20 mètres en hauteur. L'écorce est généralement grise et plisse avec l'âge. L'espèce a été nommée à cause du duvet dense que l'on trouve sous les feuilles. Les feuilles sont persistantes, mesurant souvent 5 à 8 cm en longueur, de forme oblongue ou oblongue-ovale, avec un bord denté, profondément dentelé. Les glands qui mettent 2 ans pour murir et qui ont la forme d'une soucoupe ou celle d'un bol avec l'extrémité arrondie, sont de grande taille (cupule de 20 à 30 mm de large, 6 à 8 mm en profondeur, graine de 20 à 35 mm).
De nombreuses populations de chênes insulaires auraient besoin de mesures immédiates de restauration à cause des sévères effets du broutage des herbivores introduits dans les îles. Le National Park Service a classé le chêne insulaire en tant qu'espèce menacée.
Des fossiles de chênes insulaires ont été trouvés en Californie sur le continent; les fossiles les plus récents datent de deux à dix millions d'années et ont été trouvés près du St. Mary's College, assez près des collines d'Oakland. Les plus anciens fossiles qui ont été trouvés dans le désert de Mojave. Les chênes insulaires ne font plus partie de la flore continentale indigène de la Californie, et l'on pense qu'il s'agit un vestige d'un climat qui était plus chaud et humide qu'aujourd'hui. Toutefois, il est possible de le cultiver en Californie continentale s'il est arrosé régulièrement.
Le chêne insulaire peut s'hybrider avec toutes les autres espèces de la section Protobalanus, bien que son aire de répartition chevauche uniquement celle de Quercus chrysolepis, le chêne des canyons.